# Джонс, Клифф (валлийский футболист)
Кли́ффорд Уи́льям Джонс (англ. Clifford William Jones; род. 7 февраля 1935), более известный как Клифф Джонс (англ. Cliff Jones) — валлийский футболист. Наиболее известен по выступлениям за английский клуб «Тоттенхэм Хотспур» и национальную сборную Уэльса. В 1960-е годы считался одним из лучших левых вингеров в футболе.

## Клубная карьера
Клифф Джонс родился в Суонси, Гламорган и начал карьеру в валлийском клубе начал карьеру в валлийском клубе «Суонси Таун» в 1952 году. Выступал за «Суонси» на протяжении 6 лет и привлёк своей игрой внимание богатых английских клубов.
В 1958 году Джонс перешёл в лондонский клуб «Тоттенхэм Хотспур» за 35 000 фунтов. В день своего дебюта за «шпор» он прибыл на стадион общественным транспортом и прошёл через главные ворота стадиона вместе с болельщиками. Вскоре стал одним из ключевых игроков «Тоттенхэма». В сезоне 1960/61 помог «шпорам» выиграть чемпионат и Кубок Англии. В следующем сезоне вновь выиграл Кубок Англии, а в сезоне 1962/63 выиграл Кубок обладателей кубков. После завоевания Кубка обладателей кубков Джонс обратился к главному тренеру «Тоттенхэма» Билли Николсону с просьбой о повышении зарплаты. «Я получал 50 фунтов в неделю и удостоился бонуса в размере 100 фунтов за победу в еврокубке. Я сказал ему [Николсону], что заслуживаю повышения зарплаты, потому что я лучший вингер в Европе. Билл ответил: „Это лишь твоё мнение“ и попросил закрыть за собой дверь, когда я выйду из его кабинета».
Тем не менее, Николсон очень ценил своего валлийского вингера. Итальянский «Ювентус» предлагал за Клиффа Джонса 100 000 фунтов, но Билл Николсон отверг это предложение, назвав Джонса «бесценным» игроком.
В 1968 году Джонс покинул «Тоттенхэм», став игроком другого лондонского клуба «Фулхэм». Проведя за «дачников» два сезона, перешёл в «Кингс-Линн», а затем в «Бедфорд Таун». После завершения карьеры был тренером школьных команд в северном Лондоне.

## Карьера в сборной
Джонс дебютировал за национальную сборную в 1954 году в возрасте 19 лет. 22 октября помог своей команде обыграть англичан со счётом 2:1, забив победный гол.
На чемпионате мира 1958 года Джонс сыграл во всех 5 матчах Уэльса. В общей сложности провёл за сборную 59 матчей и забил 16 мячей.

## Личная жизнь
Клифф является выходцем из футбольной семьи. Его брат, Айвор; дяди Шони, Эмлин, Брин и Берт; брат Брин и кузен Кен также были футболистами. Его внуки также являются футболистами.

## Достижения
Тоттенхэм Хотспур
- Чемпион Первого дивизиона: 1960/61
- Обладатель Кубка Англии (2): 1961, 1962
- Победитель Кубка обладателей кубков: 1963